# Walter Betzendahl
Walter Betzendahl (* 4. Juli 1896 in Barmen; † 8. Juni 1980 in Kiel) war ein deutscher Psychiater, Neurologe und Hochschullehrer.

## Leben
Betzendahl studierte Medizin und Philologie an den Universitäten Tübingen, Berlin und Freiburg. Seit 1919 war er Mitglied des Corps Franconia Tübingen. Nach Studienende wurde er 1922 zum Dr. med. und 1925 zum Dr. phil. promoviert. Anschließend absolvierte er während seiner Assistenzarztzeit die Facharztausbildung zum Psychiater und Neurologen an der Universitätsnervenklinik der Berliner Charité, wo er 1939 Oberarzt unter Karl Bonhoeffer wurde. Nach der Habilitation war er dort ab 1936 als Privatdozent und ab 1941 als außerplanmäßiger Professor tätig.
Er trat zum 1. Mai 1933 der NSDAP bei (Mitgliedsnummer 3.474.184). Während des Zweiten Weltkrieges war er nach Beginn des Deutsch-Sowjetischen Krieges ab 1942 beratender Militärpsychiater bei der 9. Armee und danach ab April 1944 bei der Heeresgruppe Südukraine, zuletzt im Rang eines Oberfeldarztes.
Nach Kriegsende befand er sich in amerikanischer Kriegsgefangenschaft und war in Tirol interniert. Nach seiner Entlassung zerschlug sich eine mögliche Berufung nach Berlin als Nachfolger Bonhoeffers. Ab 1949 nahm er einen Lehrauftrag für Psychopathologie an der Universität Kiel wahr und bot über viele Jahre eine Vorlesung über das Leib-Seele-Problem für Hörer aller Fakultäten an. Zudem führte er ab 1950 eine neurologische Privatpraxis in Kiel. Er war Autor zahlreicher Veröffentlichungen.
Seit Mai 1949 war er mit der späteren Psychiaterin Herta, geborene Gohr (* 12. Juli 1922; † 11. Februar 2016), verheiratet. Das Paar bekam eine Tochter.
Der Nachlass Walter Betzendahls befindet sich im Psychologiegeschichtlichen Forschungsarchiv (PGFA) der Fernuniversität in Hagen.

## Schriften
- Der Dingbegriff und seine Vollendung in den Wesensbegriffen der Substanzen nach der logischen Bearbeitung von Christoph v. Sigwart , Universität Berlin, Phil. Dissertation, 1925.
- Persönlichkeitsentwicklung und Wahnbildg : Eine Unters. über d. Sinn d. Erlebens u. d. Bedeutg d. Verhaltens bei d. krankhaften Verändergn des Ich, Karger, Berlin 1932.
- Die Ausdrucksformen des Wahnsinns : Zur Theorie d. endogenen Psychosen, Karger, Berlin 1935.
- Das Bild der Hirnverletzten nach der ersten Auseinandersetzung mit dem Schaden, Barth, Leipzig 1949.
- Der Wundstarrkrampf in chirurgischer und neurologischer Beurteilung : Aus d. chirurgischen Klinik des Universität Kiel, Marhold, Halle (Saale) 1953. (zusammen mit seiner Ehefrau)
- Der menschliche Charakter in Wertung und Forschung, Schöningh, Paderborn 1956.